# La Voix du silence
Pour la chanson de Marie Laforêt, voir The Sound of Silence#Reprises.
La Voix du silence (Reasonable Doubts) est une série télévisée américaine en 44 épisodes de 45 minutes, créée par Robert Singer et diffusée entre le 26 septembre 1991 et le 27 avril 1993 sur le réseau NBC.
En France, la série est  diffusée sur TMC et rediffusée sur 13ème rue.

## Sypnosis
Dick Cobb, un flic anti-conformiste et agressif, se trouve contraint de travailler pour Tess Kaufman, une jeune avocate sourde ne communiquant qu'en langue des signes. Les méthodes brutales de Cobb vont souvent se heurter à l'altruisme de Tess.

## Distribution

### Acteurs principaux
- Mark Harmon : Dicky Cobb
- Marlee Matlin : Tess Kaufman

### Acteurs secondaires
- William Converse-Roberts : Arthur Gold
- Tim Grimm : Bruce Kaufman
- Bill Pugin : Ben Douglass
- Jonathan the Dog
- Kay Lenz : Maggie Zombro
- Nancy Everhard : Kay Lockman
- Leslie Jordan : l'avocat de l'aide juridictionnelle Clifford Sizemore
- John Mese : Sean Kelly
- Michael Holden : le juge Melvin Orrick
- Jim Beaver : le détective Earl Gaddis
- Abraham Alvarez : le juge Triandos
- Marnie Andrews : le juge Andrea Claussen
- Kim Johnston Ulrich (en) : Lila Simon
- Vanessa Angel : le détective Peggy Elliott
- Richard Gant : Alvin Pinkston

### Acteurs récurrents
- Mike Pniewski : Al Grondyke / ... (6 episodes, 1991-1992)
- Gregg Henry : Weldon Lewis (5 episodes, 1992-1993)
- Mike Genovese : Holland (5 episodes, 1991)
  - Adaptation Française : Jean-Yves Jaudeau et Pierre Paufin[réf. nécessaire]

## Production

### Génèse
En janvier 1992, Robert Singer, créateur et producteur de Reasonable Doubts, a précisé que le scénario a été revu et réécrit après sa rencontre avec Marlee Matlin, à Hollywood, qui était sur le point d'abandonner l'idée de la série n'étant pas conçue avec elle à l'origine : le personnage, Tess Kaufman, a été modifié, en le rendant sourd afin qu'elle puisse interpréter le rôle, tout comme en donnant à l'autre personnage, Dicky Cobb — interprété par Mark Harmon, un parent sourd d'où la raison de sa connaissance de la langue des signes qu'il utilise pour communiquer avec Tess Kaufman.

### Tournage
Le tournage a lieu à Chicago, en Illinois, ainsi qu'aux studios de Warner Brothers Burbank, en Californie.

### Fiche technique
Sauf indication contraire, les informations mentionnées dans cette section peuvent être confirmées par la base de données cinématographiques IMDb,  présente dans la section « Liens externes ».
- Titre original : Reasonable Doubts
- Titre français : La Voix du silence
- Création : Robert Singer (en)
- Réalisation : Charles Robert Carner, Kenneth D. Collins, James A. Contner, Bill D'Elia, Fred Gerber, James Hayman, Eric Laneuville, Peter Levin, Armand Mastroianni, Jim Michaels, Joe Napolitano, James Quinn, Richard M. Rawlings Jr, David Rosenbloom, Philip Sgriccia, Robert Singer, Michael Zinberg et Randy Zisk
- Scénario : Sharon Elizabeth Doyle, David Ehrman, Tracy Friedman, Michael Marks, Kathy McCormick, Roger Lowenstein, Barry Pullmann, Allison Robbins, John Schulian, Robert Singer, Steven Smith, Melinda M. Snodgrass, Randy Zisk et Ed Zuckerman
- Musique : Ross Levinson
- Décors : Jim Pohl
- Costumes : Marcee Smith
- Casting : Anthony Sepulveda
- Photographie : Richard M. Rawlings Jr, Michael Frediani, Ronald M. Vargas Sr et Robert Primes
- Montage : Philip Sgriccia, Noel Rogers, Gordon Ferris, David B. Post et M. Edward Salier
- Production : Kathy McCormick et Randy Zisk
- Coproduction : Michael Marks, Jim Michaels et Philip Sgriccia
- Sociétés de production : December 3rd Productions et Lorimar Productions
- Société de distribution : National Broadcasting Company
- Pays de production :  États-Unis
- Langue originale : anglais, langue des signes américaine
- Nombre de saison : 2
- Nombre d'épisode : 44
- Format : couleur - 1,33:1 - 35 mm
- Genre : drame, policier
- Durée : 45 minutes
- Dates de première diffusion :
  - États-Unis : 26 septembre 1991 sur NBC

## Épisodes

### Première saison (1991-1992)
1. Pilote (Pilot)
2. Contre toute attente (Hard Bargains)
3. Marché de dupes (Making Dirt Stick)
4. Mon père était un monstre (Daddy's Little Girl)
5. Aux amis disparus (... and Sleep Won't Come)
6. Un traitement de faveur (The Silent Treatment)
7. À son corps défendant (Tangled up in Blue)
8. Le Dépôt des conclusions (Aftermath)
9. Parole de femme (One Woman's Word)
10. L'élève dépasse le maître (Graduation Day)
11. De l'or pur (Pure Gold)
12. Dicky a le blues (Dicky's Got the Blues)
13. Les Ombres de la mort (The Shadow of Death)
14. Une période de malaise (The Discomfort Zone)
15. Comme un poisson dans l'eau (Fish out of Water)
16. Désirs brûlants (Burning Desire)
17. L'Amour étrange (Love is Strange)
18. Les Témoins (Home is Where the Heart Is)
19. Maggie retrouve son âme (Maggie Finds Her Soul)
20. Circonstances atténuantes (Home to Roost)
21. Sens interdit (Change of Plans)

### Deuxième saison (1992-1993)
1. Sur un fil - (1re partie) (Lifelines [1/2])
2. Sur un fil - (2e partie) (Lifelines [2/2])
3. Sens Interdit (FAP)
4. Double Condamnation (Moment of Doubt)
5. Star déchue (Mercury in Retrograde)
6. En souvenir de moi (Try to Be Nice, What Does It Get You?)
7. Un frère encombrant (Brother's Keeper)
8. Les Deux Frères (Self-Defense)
9. Une rose est une rose (A Rose Is a Rose)
10. L'Ordre de l'ombre (Silence)
11. Héritage (Legacy)
12. Double Vue (Two Women)
13. Titre français inconnu (The Iceman)
14. La Jungle dans la ville (Run Through the Jungle)
15. Vivement dimanche (Thank God, It's Friday)
16. Par amitié (Sister, Can You Spare a Dime?)
17. Systèmes réduits (Crumbling Systems)
18. Présence souhaitée (Diminished Capacity)
19. Ce que femme veut (Wish You Were Here)
20. Des liens qui attachent - (1re partie) (The Ties That Bind [1/2])
21. Des liens qui attachent - (2e partie) (The Ties That Bind [2/2])
22. Une question de confiance - (1re partie) (Trust Me on This [1/2])
23. Une question de confiance - (2e partie) (Trust Me on This [2/2])